# Torquay Cup
Il Torquay Cup è stato un torneo femminile di tennis che si disputava a Torquay in Gran Bretagna.

## Albo d'oro

### Singolare
| Anno | Campionessa          | Finalista     | Punteggio     |
| ---- | -------------------- | ------------- | ------------- |
| 1972 | Margaret Smith Court | Virginia Wade | 2-6, 6-3, 6-1 |

### Doppio
| Anno | Campionesse                        | Finalista                | Punteggio |
| ---- | ---------------------------------- | ------------------------ | --------- |
| 1972 | Margaret Smith Court Virginia Wade | Brenda Kirk Sharon Walsh | 6-4, 6-4  |